# Utnapishtim

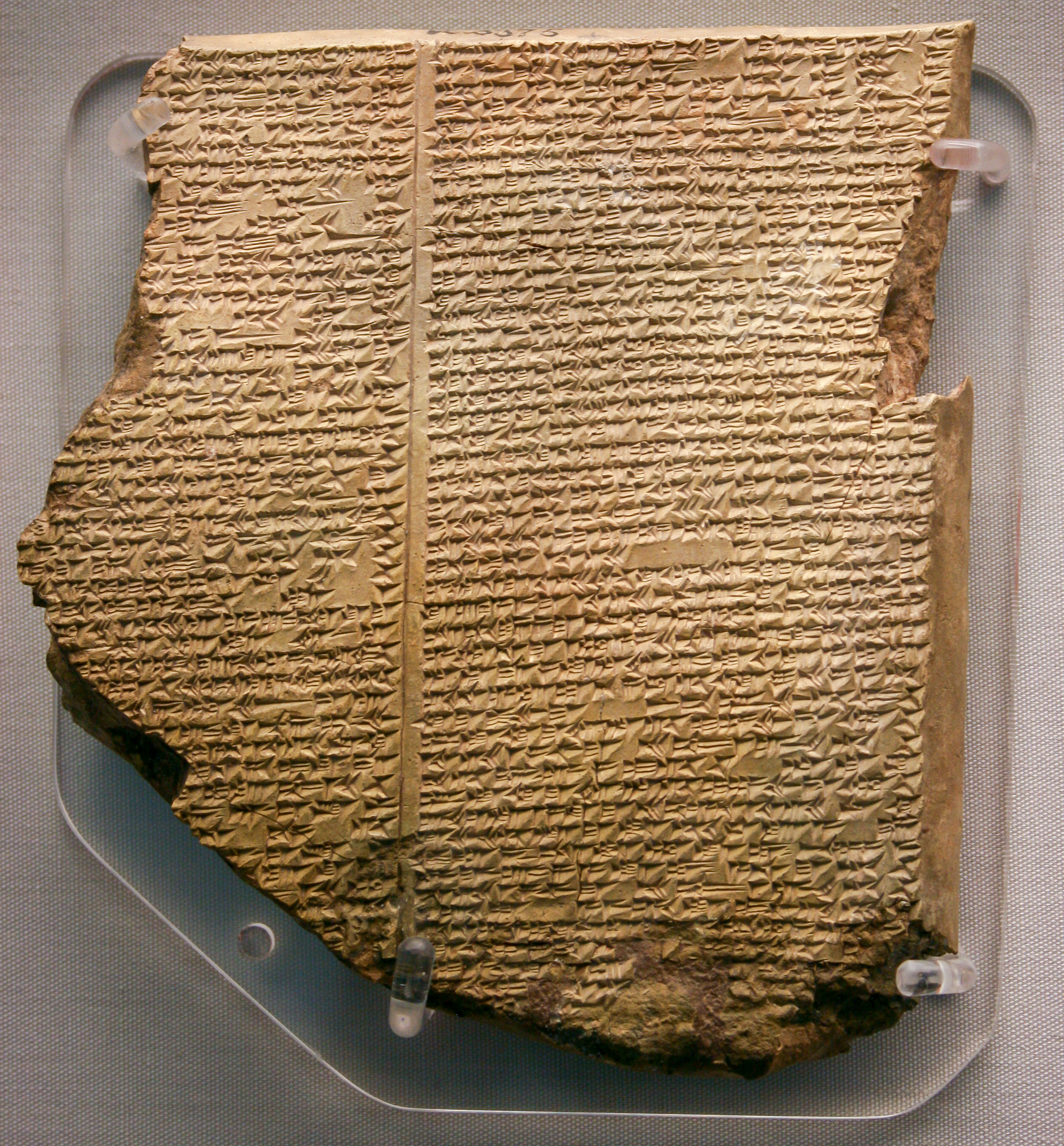
Eerste tablet met het vloedverhaal

Utnapishtim, ook wel Oetnapisjtim, Utnapištim of Uta-Napištim (Sumerisch: Hij die leven vond), ook Atrahasis (Akkadisch: De zeer wijze), of ook Ziusudra (Leven van lange dagen), vergriekst tot Xisuthros, zijn namen voor een held uit het archaïsche Nabije Oosten die volgens de mythen de zondvloed overleefde.
Ook al heeft iedere versie haar specifieke elementen, toch zijn er heel wat gemeenschappelijke gegevens in twee, drie of vier versies. De oudst gedateerde daarvan is fragmentarisch bewaard in het Sumerisch en gaat terug tot ca. 2600 v.Chr. Zij behoort daarmee tot de oudst bekende literatuur. Er zijn sterke parallellen met andere verhalen, onder meer met dat van de latere Bijbel, daterend van ca. 539-400 v.Chr. (veronderstelde consensus van de algemene archeologie), met de held Noach in de hoofdrol.

## Het oudste zondvloedverhaal
Volgens een bepaalde versie van de Mesopotamische zondvloedmythe was Utnapishtim de wijze die als enige deze zondvloed overleefde. De goden Anu, Enlil, Ninurta en Ennugi hadden besloten de mensheid te vernietigen, omdat ze haar manier van doen beu waren. Maar de watergod Ea bracht Utnapishtim op de hoogte van deze samenzwering en zei dat hij een boot moest maken, en daarin het zaad van alle levensvormen onderbrengen. Toen maakte Utnapishtim een reusachtig schip van wel 120 ellen hoog. Daarin laadde hij zijn gezin, hun vee en talloze andere dieren en vogels en ook de zaden van alle gewassen. De avond dat hij hiermee klaar was begon er een vuile regen neer te vallen, en iedereen op aarde vluchtte ontzet naar alle kanten. Zes dagen en zes nachten hield de vloed aan. Bij de dageraad van de zevende dag stopte deze plotseling. Het enige wat er van de mensheid overbleef was een grote hoop dikke modder.
Het schip van Utnapishtim was op de berg Nisir tot stilstand gekomen. Hij schreeuwde het uit van verdriet, toen hij alles en iedereen om zich heen vernietigd zag. Hij liet toen de ene vogel na de andere los van op zijn boot, eerst duiven, dan zwaluwen, maar ze keerden alle terug, want nergens hadden ze een droge landingsplaats gevonden. Toen Utnapishtim uiteindelijk een raaf losliet, bleek die niet terug te komen. Dit betekende dat ergens droog land moest te vinden zijn. Toen bracht Utnapishtim offers aan de goden van op de bergtop. Maar Enlil was razend toen hij merkte dat er toch nog een mens ontsnapt was aan de woede van de goden. Ea kon hem echter tot bedaren brengen. Daarna nam Enlil Utnapishtim en zijn vrouw bij de hand en vertelde hen dat ze vanaf nu onsterfelijk zouden zijn zoals de goden zelf.

## Onsterfelijkheid
Utnapishtim was de enige mens die onsterfelijk werd, omdat hij de godin huwde die sjiba voortbracht, het levensvocht. Een nazaat van Utnapishtim was Gilgamesj. Die ging op zoek naar de onsterfelijke patriarch in de hoop hem het geheim van het eeuwig leven te kunnen ontfutselen. Utnapishtim toonde hem een magische 'roos' van eeuwig leven, weigerde echter om het geheim uit te leggen, maar verwees Gilgamesj naar de bodem van de oceaan om daar de plant der verjonging te vinden. Dat lukte Gilgamesj ook, maar ongelukkig genoeg werd de plant op zijn terugweg naar huis gestolen door een slang, terwijl de held even rustte en ging baden. Daarom "is de slang onsterfelijk, want ze kruipt verjongd telkens weer uit haar oude huid".